# Стабурагс

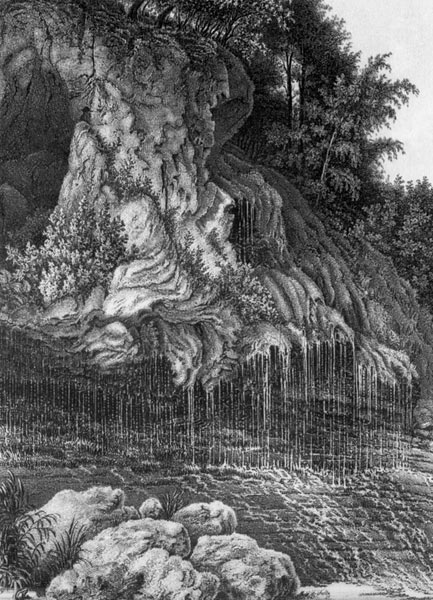
Стабурагс на гравюре 1866 года

Ста́бурагс, или Стабурадзе (латыш. Staburags, Staburadze) — бывший 18-метровый утёс, сфоромировавшийся из туфа за несколько тысяч лет на левом берегу Даугавы. Из-под утёса вытекало несколько родников, что придавало Стабурагсу черты водопада. Имел значение для латышского фольклора. В 1966 году при строительстве Плявиньской ГЭС был затоплен. В настоящее время на месте Стабурагса располагается Плявиньское водохранилище. В 2003 году недалеко от этого места установлена памятная скульптура «Божье ухо».

## Культура

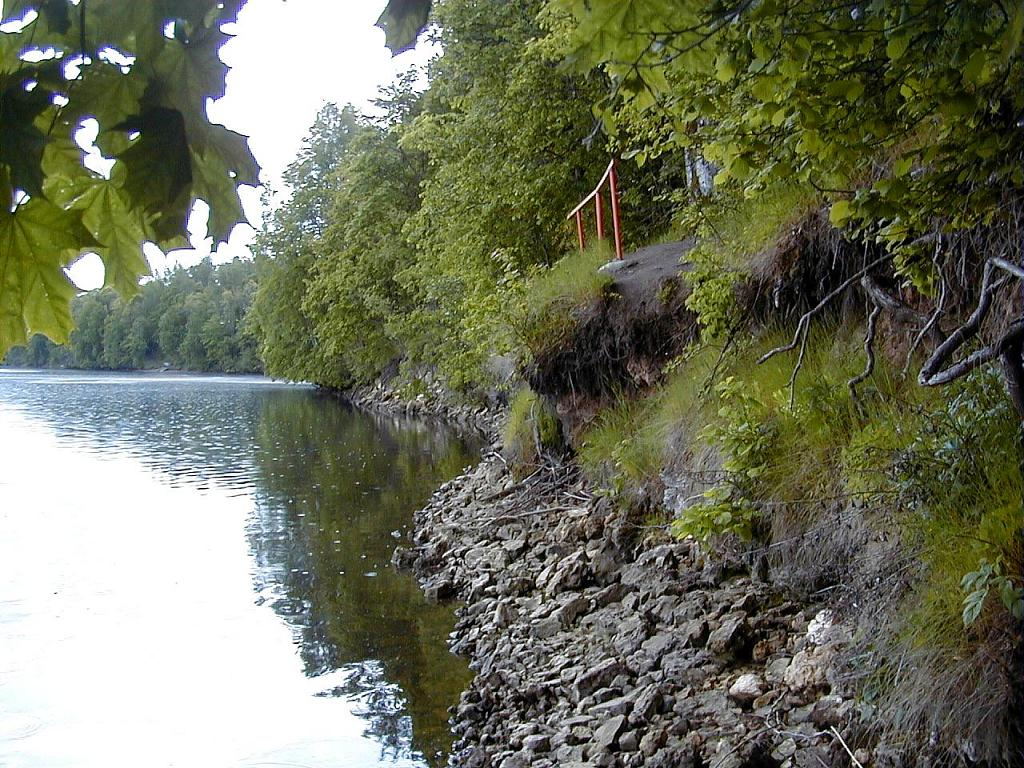
Местоположение Стабургса в 2004 году

Упоминания о Стабурагсе сохранились в латышском фольклоре и были хорошо известны сплавщикам по Даугаве. Около 1820 года лютеранский пастор Сунаксте и Селпилса Йоханнес Кристианс Стендерс записал 11 народных песен о Стабурагсе, которые ему пела 103-летняя женщина. В 1846 году они были напечатаны в книге профессора Фридриха Крузе из Тербатского университета на немецком и латышском языках. В 1850 году в Елгаве на немецком языке была издана брошюра Йоханнеса Кристианса Стендерса Der Staburags . С 1861 года описывались оползни Стабурагса, однако в местах, где текла родниковая вода, известняковый обрыв родника снова восстанавливался. В 1869 году Фридрихс Малбергис написал стихотворение «Стабурагс и пламя» В 1871 году «Балтийские ведомости» опубликовали обширное эссе Зариньша Карлиса «Стабурадзе в Курземе». В 1875 году Аусеклис написал стихотворение «Стабурадзе», а в 1895 году вышла книга Валдиса «Дети Стабурагса».

## История
Во время сражений Первой мировой войны в 1915 году от Стабурагаса откололся и упал кусок. У лестницы, ведущей в Лиепавоту, в 1939 году была установлена скульптура скульптора Александры Бриеде «Дайна». Рядом со Стабурагасом была построена парковая эстрада, которая и по сей день находится ниже уровня воды, а Лиепавотс и вершина Стабурагаса были обнесены доломитовыми камнями.
После окончания Второй мировой войны, в 1947 году, советский проектный институт «Гидроэнергопроект» разработал комплексную программу использования энергии реки Даугава, которая предусматривала строительство трёх малых Даугавских ГЭС.
В 1955 году прект был изменён, проекты малых ГЭС были объединены и принято решение о строительстве одной большой ГЭС в каньоне Даугавы с перепадом высот 40 м, установив 10 гидроагрегатов общей мощностью 825 МВТ. В 1958 году развернулась дискуссия о целесообразности строительства Плявиньской ГЭС, и был предложен так называемый проект Курсишиса, который предусматривал обводной канал на левом берегу Даугавы с целью сохранения древней долины Даугавы. В ноябре 1960 года начались подготовительные работы к строительству ГЭС. С 1961 по 1965 год многие латышские семьи ездила прощаться со Стабурагсом. После затопления Стабурагаса в декабре 1966 года скульптура Дайны стояла в воде по колено, а иногда и по шею, и в 1973 году её установили выше на берегу, где она вскоре упала. Позже, по указанию автора, скульптуру склеили и перенесли в более безопасное место в Сигулде. Но вторая Дайна, как копия первой, теперь изготовлена заново и установлена возле лестницы, которая когда-то вела в Лиепавотс и к певческой эстраде.

## Легенда
Из 82 сказок, посвящённых Стабурагсу, найденных в латышском фольклорном архиве, наиболее распространённая версия повествует о девушке, женихом которой был рыбак. Однажды, когда она, как обычно, ждала своего рыбака на скалистом выступе, поднялась сильная буря, и юноша утонул. Девушка, увидев это, осталась рыдать на высоком берегу, полностью замёрзнув и превратившись в каменный выступ, но слёзы не переставали литься.

## Галерея

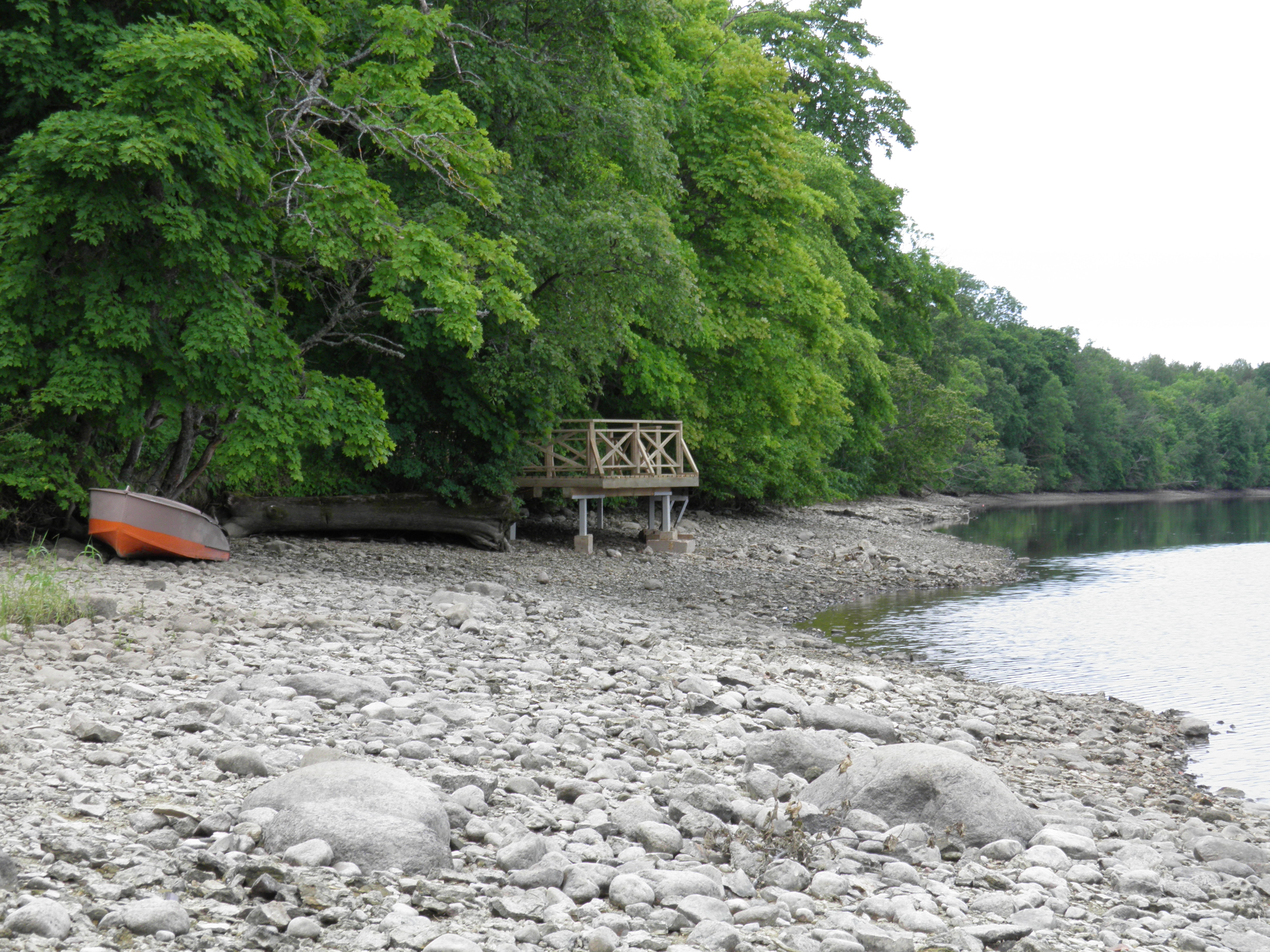
Берег Даугавы в парке Вигантес
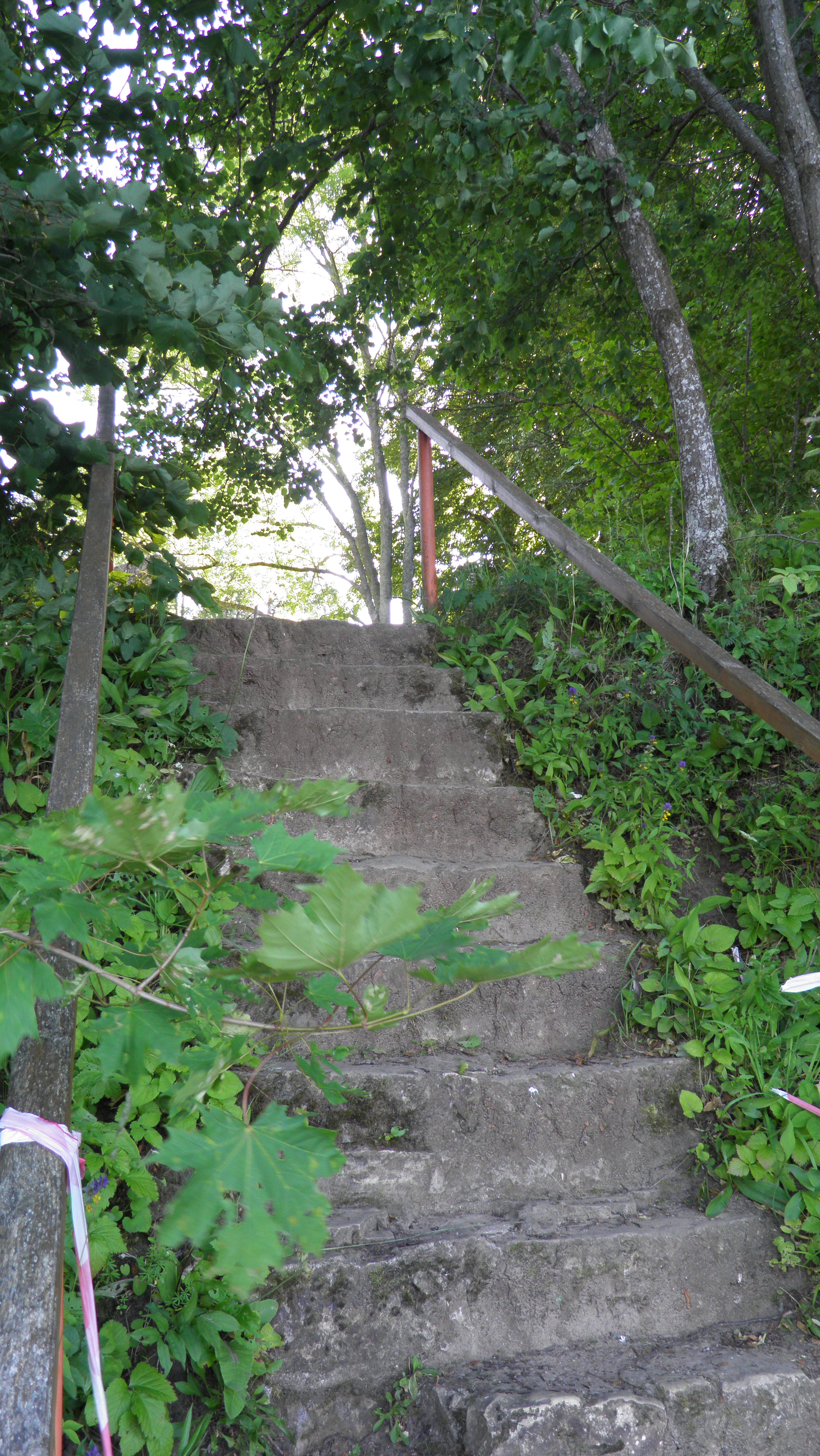
Лестница
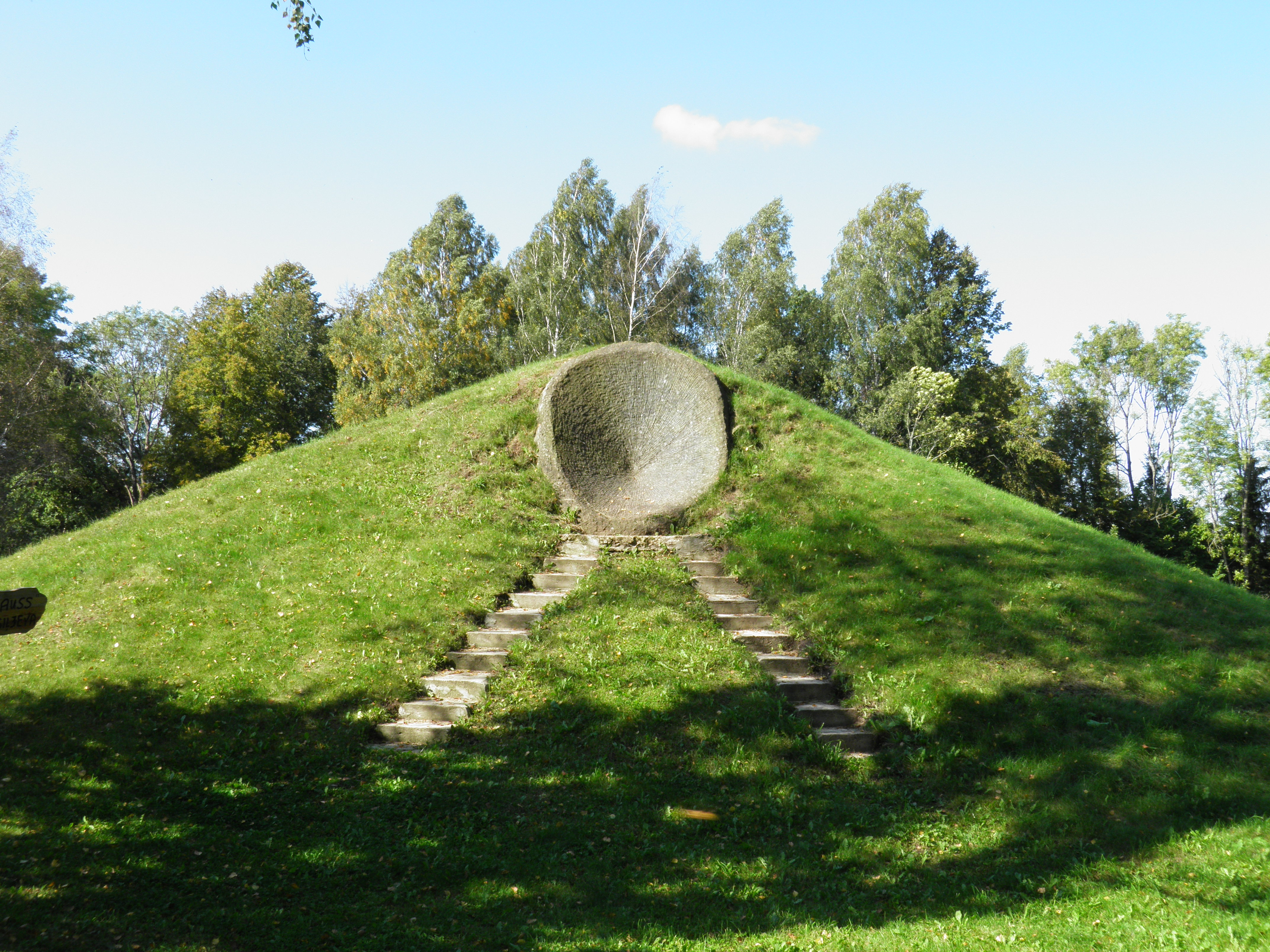
Памятник «Божье ухо»